# Awadhi jezik
Awadhi jezik (अवधी; abadhi, abadi, abohi, ambodhi, avadhi, baiswari, kojali, kosali; ISO 639-3: awa), jedan od indoarijskih jezika, šire indoiranske skupine, kojim govori preko 38 milijuna ljudi, od čega 37 700 000 (2001 USCWM) u Indiji, i oko 561 000 (2001 census) u Nepalu.
Awadhi ima više dijalekata, to su gangapari, mirzapuri, pardesi, degauri tharu, tharu, i uttari. Raširen je u državama Uttar Pradesh, Bihar, Madhya Pradesh i teritoriju Delhija. Piše se pismom devanagari.
Prvi je jezik etničkim grupama: Ahar, Apapanthi, Arakh, Baghban, Bahna, Ajudhyabansi Bania, Gahoi Bahna, Ummad Bania, Bansphor, Bharbhunja, Bhathiara, Goriya, Kachhi, Kanjar, Khatik, Kisan, Koli, Kuchbandia, Lodha, Moghal, Murao, Pasi i Shah u Nepalu; Chidimar i Harjala (Indija). 

## Vanjske poveznice
- Ethnologue (14th)
- Ethnologue (15th)